# Amoxicilline
Amoxicilline is een penicillinederivaat dat als breedspectrum-antibioticum veel gebruikt wordt bij velerlei infecties. Amoxicilline behoort tot de geneesmiddelen die penicilline-antibiotica worden genoemd en is actief tegen zowel grampositieve als gramnegatieve bacteriën. De werkzame stof, bètalactam, verhindert de celwandsynthese door de bacterie, waardoor hij zich niet kan vermenigvuldigen.
De stof is opgenomen in de lijst van essentiele geneesmiddelen van de WHO.

## Werking
Artsen schrijven de combinaties voor bij onder andere: luchtweginfecties (longontsteking, acute bronchitis, middenoorontsteking, bijholteontsteking), huidinfecties, sinus pilonidalis (fistel), urineweginfecties, de ziekte van Lyme en hersenvliesontsteking.
Tandartsen gebruiken amoxicilline tegen agressieve vormen van parodontitis.
Amoxicilline wordt onder verschillende benamingen in de handel gebracht: Actimoxi®, Amoxil®, Amoxibiotic®, Amoxicilina®, Pamoxicillin®, Clamoxyl®.
Het combinatiepreparaat amoxicilline/clavulaanzuur wordt naast merkloos onder de merknamen Amoclan, Amoxiclav, Augmentin, Clavucid en Forcid op de markt gebracht en is te verkrijgen als tabletten, oplostabletten, drank, injecties en infusen.
Dierenartsen gebruiken ook de combinatie van amoxicilline met clavulaanzuur, onder het veterinair merk Clavamox, onder andere tegen infecties met de bacterie Bordetella bronchiseptica, die kennelhoest bij honden veroorzaakt en diverse secundaire bacteriële infecties bij besmetting met niesziekte bij de kat.

## Resistentie
Penicillinase-vormende stafylokokken, Pseudomonas, indool-positieve Proteus, Klebsiella, Enterobacter en Bacteroides (zie IMViC) zijn ongevoelig voor amoxicilline. De plasmaspiegel houdt evenredig tred met de gebruikte dosering. Therapeutische bloedspiegels worden bereikt in sputum, slijmvliezen, botweefsel en het oogkamerwater.
Allergische reacties kunnen optreden als gevolg van penicilloïnezuur, een inactieve metaboliet.
Sommige bacteriën maken een enzym, bètalactamase, dat de lactamring in de werkzame stof kan openbreken en zo het antibioticum kan afbreken. Deze bacteriën zijn resistent tegen alle bètalactamantibiotica. Clavulaanzuur bindt zich echter aan bètalactamase en schakelt zo dit enzym uit. Zo verbetert het de werking van de amoxicilline.

## Bijwerkingen
Het gebruik van amoxicilline kan ongewenste bijwerkingen hebben. De meest voorkomende zijn huiduitslag, jeuk en maag-darmklachten. Patiënten met chronische darmontstekingen zoals de ziekte van Crohn hebben een verhoogde kans op ernstige diarree als gevolg van amoxicilline. Een andere mogelijke bijwerking is een allergie voor amoxicilline. De symptomen van deze allergie zijn jeuk en huiduitslag.